# Cantiere Internazionale d'Arte
Il Cantiere Internazionale d'Arte è una manifestazione artistica e culturale ideata nel 1976 dal compositore Hans Werner Henze, i cui scopi principali sono l'interazione tra artisti professionisti internazionali e giovani talenti. La manifestazione ha luogo a Montepulciano e in altri centri della Valdichiana (Cetona, Chianciano Terme, San Casciano dei Bagni, Sarteano, Sinalunga, Torrita di Siena, Trequanda) e prevede l'esecuzione di opere, concerti sinfonici, musica da camera, balletti, performance e spettacoli teatrali. Il festival si svolge solitamente nel mese di luglio con cadenza annuale.

## Storia
Nel 1976 Hans Werner Henze, compositore di fama internazionale, dà il via al I cantiere Internazionale d'arte a Montepulciano, con lo scopo di realizzare un'iniziativa culturale capace di coinvolgere attivamente anche gli abitanti della cittadina toscana, e fin dalle sue prime edizioni coinvolse i comuni limitrofi.
Il cantiere si proponeva, nella mente di Henze, come una vera e propria officina d'arte, dove far confluire musicisti provenienti da tutto il mondo e dalle realtà più disparate con lo scopo di realizzare in loco, grazie anche alla collaborazione dei poliziani, spettacoli e rappresentazioni. 
Lo spirito innovativo del cantiere di Henze già nei suoi primi anni di vita richiamò grandi nomi del panorama musicale, come Peter Maxwell-Davies e Julian Brema, Pierluigi Sammaritani, Marcel Marceau, Giuseppe Sinopoli e Riccardo Chailly, che fu il direttore musicale delle prime tre edizioni del Cantiere (1976-1978), e importanti istituzioni artistiche, che ad esempio lo Stuttgart Ballett, il Deutsche Per Ballett e il Philarmonia Chorus di Londra.Una caratteristica del Cantiere era quella di affiancare alla diffusione del grande repertorio classico l'esecuzione di musica contemporanea, il più delle volte in prima assoluta. Alcune opere addirittura venivano composte addirittura durante il Cantiere stesso. Si potevano sentire eseguite opere di compositori già affermati, come ad esempio di Henze stesso, accanto a opere prime di debuttanti che realizzavano a Montepulciano le loro prime esperienze. 
altro obiettivo di Henze era quello di coinvolgere il più possibile la popolazione locale nei vari aspetti del Cantiere, da quelli artistici, impiegando i poliziani nella realizzazione di scene e costumi per gli spettacoli, nei cori delle opere, nella composizione di libretti e opere inedite, a quelli tecnici e organizzativi.
Per il triennio 2024-2026 la direzione artistica del Cantiere Internazionale d'Arte è affidata alla pianista Mariangela Vacatello e la direzione musicale al direttore d'orchestra Michele Gamba.

## Pollicino

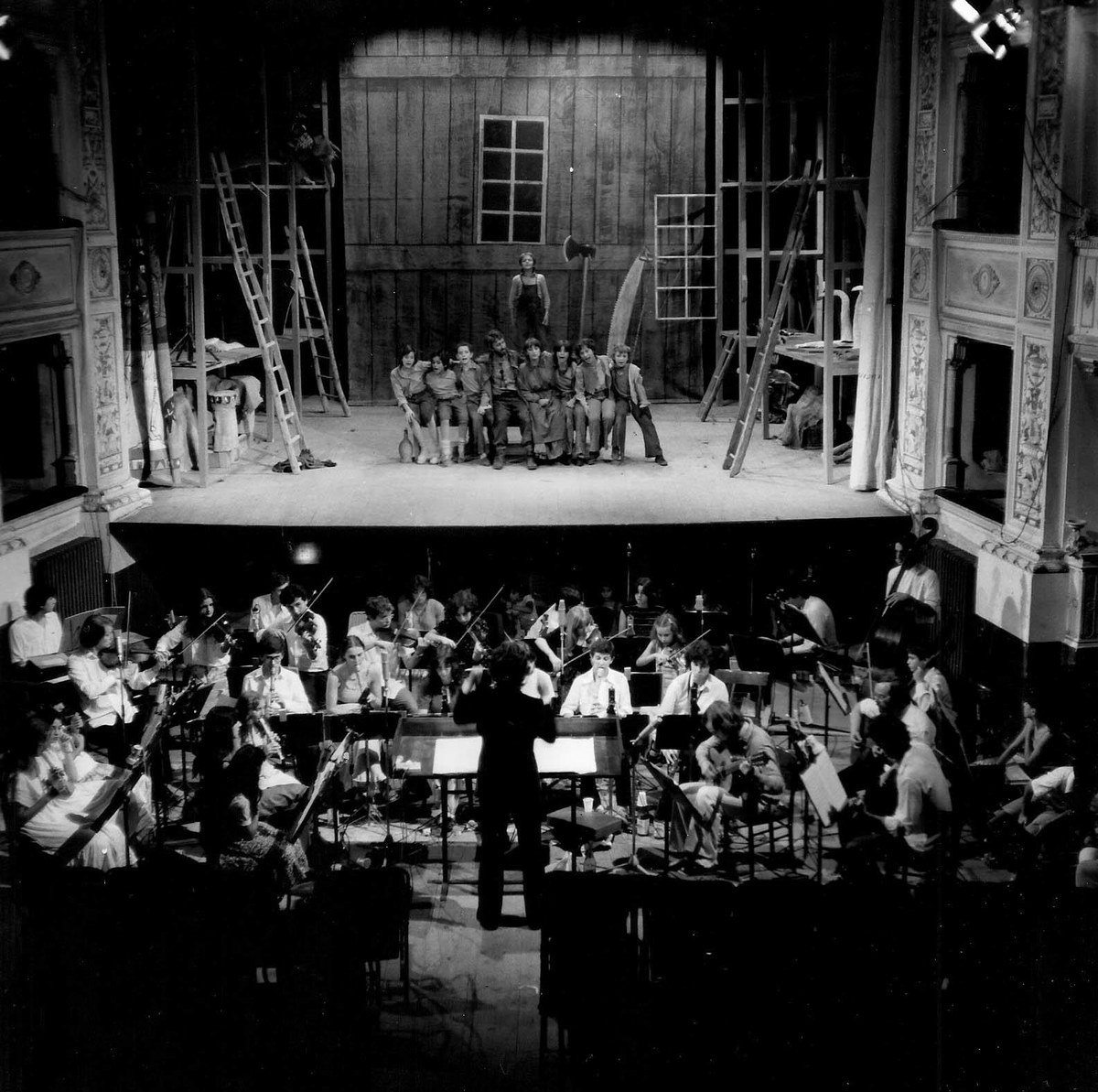
Pollicino a Montepulciano

Nell'autunno del 1979 Henze comincia a lavorare ad un'opera lirica per bambini. Scelse come soggetto la favola di Pollicino. Il compositore voleva realizzare un'opera non soltanto per bambini, che venisse anche interpretata dai bambini. Il cast infatti venne selezionato direttamente tra i bambini di Montepulciano, anche l'ensemble musicale era composto dai ragazzi del Concentus Politianus, ensemble strumentale e vocale composto da giovani musicisti poliziani con un'età compresa tra i 10 e i 18 anni. Su testo di Giuseppe di Leva, musica dello stesso Henze, con la regia di Willy Decker e la direzione di Jan Latham Koenig, Pollicino andò in scena il 2 agosto 1980 a Montepulciano. Venne replicata a Roma, al teatro Olimpico, nell'ottobre dello stesso anno.

## Direttori Artistici del Cantiere Internazionale d'Arte
- Hans Werner Henze (1976-1980 e 1989-1992)
- Giuseppe Di Leva, co-direttore nel 1976
- Roberto Fabbriciani e Wolf Ebermann (1981-1982)
- Luca Lombardi, co-direttore (1983-1986)
- Gianluigi Gelmetti, co-direttore (1986-1988)
- Gastón Fournier Facio (1989-1990)
- Giorgio Battistelli (1993-1996)
- Luca Angelo Bracci (1997)
- Stefano Mazzonis (1998)
- Enrique Mazzola (1999-2003)
- Jan Latham-Koenig (2004-2007)
- Carlo Cavalletti (2005-2008)
- Detlev Glanert (2009-2011)
- Vincent Monteil (2012-2014)
- Roland Böer (2015-2020)
- Mauro Montalbetti (2021-2023)
- Mariangela Vacatello (2024- )

## Fondazione Cantiere Internazionale d'Arte
La Fondazione Cantiere Internazionale d’Arte nasce nel 2005 per promuovere didattica musicale e produzioni artistiche sul territorio di Montepulciano.